# Sinners (EP)
Sinners EP là tác phẩm âm nhạc thứ hai của Lauren Aquilina, theo sau sự ra mắt của Fools EP. EP này, như 'Fools' vào năm trước, được tự xuất bản thông qua Interlude Artists. EP này đã đánh bại EP trước của Aquilina Fools khi đứng ở vị trí thứ 5 ở bảng xếp hạng album Anh trên iTunes. Sinners EP cũng xếp ở vị trí thứ 1 ở Malta hơn 16 tuần vì Aquilina có gốc Malta.
Bản nhạc Sinners đứng vị trí thứ 66 tại bảng xếp hạng Anh mà không cần phát trên radio, quảng cáo hay xuất bản qua hãng xuất bản. 'Sinners' cũng tìm đường tới hơn 5 bảng xếp hạng Billboard ở Mỹ.

## Đón tiếp
Sinners EP nhận được nhiều lời bình luận tích cực, được phát hiện bởi biên tập viên của BBC Radio 1 Jen Long, Sinners được thêm vào danh sách bản nhạc được giới thiệu của BBC, đồng nghĩa với việc nó được phát vào buổi sáng trên Radio 1.

## Tuần nhạc miễn phí trên iTunes
Bản nhạc chính của EP được chọn làm bài hát của tuần trên iTunes ở Anh và được xuất hiện trên trang chính của iTunes. Nó trở thành bài hát được tải miễn phí nhiều nhất trên cửa hàng iTunes ở Anh với hơn 316,000 lượt tải trong tuần.

## Các bản nhạc
| STT | Nhan đề      | Sáng tác                                                 | Thời lượng |
| --- | ------------ | -------------------------------------------------------- | ---------- |
| 1.  | "Sinners"    | Lauren Aquilina, Daniel Goudie                           | 3:33       |
| 2.  | "Talk to Me" | Lauren Aquilina, Ryan Walter, Nick Atkinson, Tom Wilding | 3:41       |
| 3.  | "Ugly Truth" | Lauren Aquilina, Mark Crew, Dan Priddy                   | 3:58       |
| 4.  | "Irrelevant" | Lauren Aquilina, Daniel Goudie                           | 3:58       |

## Lưu diễn
Vào tháng 9 năm 2013 Aquilina hoàn thành tour lưu diễn thứ hai của cô trong sự nghiệp để quảng bá cho Sinners EP. Vé cho bảy buổi diễn đều được bán hết.